# Sin Szungcshan
Sin Szungcshan (hangul: 신승찬, RR: Sin Seung-chan; 1994. december 6.–) dél-koreai tollaslabdázó.

## Pályafutása
A 2014-es világbajnokságon párosban bronzérmet szerzett.
A 2016. évi nyári olimpiai játékokon párosban Csong Gjongun (Jeong Gyeong-eun)nal bronzérmet szerzett.